# Рихер
Ричер је био франачки историчар са краја 10. века. 
Био је опат у Ремсу. Написао је „Четири књиге историје“ које обухватају период од 888. до 995. године. Дело је важан извор за почетак династије Капета. Дело се надовезује на „Западнофраначке анале“ и Флодоарда. Подражавао је Салустијев стил што квари његову тачност. Дело је наручио папа Силвестер.